# Alerano di Barcellona
Alerano di Troyes, Aleran in francese e in catalano, Alerán in spagnolo, in portoghese e 'in galiziano. Aledramn in latino (800 circa – Barcellona, 852), fu conte di Troyes e poi, nell'850, divenne conte di Barcellona, Empúries e Rossiglione e duca di Settimania assieme ad Isembardo, fino alla morte.

## Origine
Nobile franco fedele alla dinastia carolingia.

## Biografia

La penisola iberica con a nord la marca di Spagna e Tolosa verso la metà del IX secolo

Nell'anno 820 Alerano era uno dei missi dominici a Nursia in Italia.
Non si conosce la data esatta in cui fu investito della contea di Troyes, nella Champagne, comunque risulta essere conte di Troyes, in un documento, dell'837, del Cartolaire de l'abbaye de Montiéramy.
Molto probabilmente Alerano ricevette il titolo di conte di Barcellona, nell'848, dopo la morte di Sunifredo I, ma la contea venne occupata da Guglielmo di Settimania, che aveva l'appoggio del re d'Aquitania, Pipino II. Secondo gli Annales Bertiniani Guglielmo entrò in Barcellona, senza difficoltà, probabilmente proprio per la morte del conte Sunifredo. Guglielmo fece valere i suoi diritti (di conquista) su Barcellona. Secondo il Fragmentum Chronici Fontanellensium Guglielmo conquistò Barcellona, con l'inganno, nell'849, dopo avere sconfitto e cacciato Alerano, a cui era stata affidata la ben munita città di Barcellona e la marca di Spagna.
Nell'estate dell'849 Alerano era al fianco del re dei Franchi occidentali, Carlo il Calvo quando attaccò l'Aquitania e si diresse contro Tolosa, mettendola sotto assedio; Fredelone aprì le porte di Tolosa e venne immediatamente confermato conte di Tolosa, in sostituzione di Guglielmo di Settimania. Il re di Aquitania Pipino II fuggì in Guascogna e Carlo si diresse verso Narbona, dove convocata un'assemblea, concesse (o rinnovò) ad Alerano i titoli di conte di Barcellona e duca di Settimania;
Alerano, affiancato, per il governo della città, da un aiutante: Isembardo, figlio del conte di Autun, Guarino, si diresse immediatamente a Barcellona per combattere Guglielmo di Settimania.
Guglielmo, di fronte alle forze di Carlo, nell'850, corse a chiedere l'aiuto dell'emiro di Cordova ʿAbd al-Raḥmān II ibn al-Ḥakam e rientrò in Barcellona e sempre secondo gli Annales Bertiniani, Alerano e Isembardo vennero catturati, nel corso dell'850 e poi, con un esercito di Mori, guidato da Abd al-Karim ben Mugith e pose l'assedio a Gerona. Carlo inviò immediatamente dei rinforzi che, ribaltata la situazione, sconfissero i Mori e fecero prigioniero Guglielmo.
Nell'850 i nobili di Barcellona, partigiani di Carlo, processarono e giustiziarono Guglielmo.
Mentre secondo il Fragmentum Chronici Fontanellensium, Guglielmo, era riuscito a catturare sia Alerano che Isembardo, ancora con l'inganno, nello stesso 849, e non molto tempo dopo, Guglielmo fu catturato e giustiziato.
Nell'851 i Mori per vendicare il loro alleato, Guglielmo di Settimania, attaccarono, conquistarono e saccheggiarono Barcellona, dimezzandone gli abitanti.
Alerano morì l'anno dopo, e secondo lo storico francese, Christian Settipani perse la vita combattendo i Saraceni, durante un saccheggio della città da parte dei Mori, e Isembardo continuò a governare da solo.
Dopo che Pipino II, tradito dal conte Sancho II di Guascogna, nell'852, fu consegnato a Carlo il Calvo e perse definitivamente il trono d'Aquitania, finalmente la pace fu ratificata mediante un trattato e Isembardo venne sostituito da Odalrico I.
Dopo la sua morte Aleramo viene citato, assieme al suo successore nella contea di Troyes Eudes I, dal re dei Franchi occidentali Carlo il Calvo in un documento dell'854, del Cartolaire de l'abbaye de Montiéramy, e nella Diplomata Caroli Calvi, n° CLXXXVII dell'864.

## Matrimonio e discendenza
Alerano sposò, molto probabilmente, la figlia del conte Roberto III di Worms (quindi sorella di Roberto il Forte e di Oddone I di Troyes), Wildrut, che gli diede un figlio:
- Alerano II (citato dal re dei Franchi occidentali, Carlo il Calvo in un documento dell'856[9] † dopo il 14 luglio 885), che fu conte di Laon e che, a sua volta, ebbe quattro figli:
  - Gualtiero, conte di Laon
  - Alerano III, conte delle Ardenne, assieme a suo fratello Teodorico [10] è citato, con il fratello Teodorico, nel poema Abbonis Bella Parisiacae Urbis[11]
  - Teodorico, conte delle Ardenne, assieme a suo fratello Alerano III[9] che è citato nella Carlomanni Regis Diplomata n° I[12], e che, dopo la morte del re dei Franchi occidentali, Carlomanno II, nell'884, fu il capo della delegazione che si recò in Italia a offrire il trono all'imperatore, Carlo il Grosso[13]; e dopo la morte di quest'ultimo si schierò a fianco di Oddone, conte di Parigi, che fu eletto re, nell'888[14]. Viene citato, con il fratello Aleramo III, nel poema Abbonis Bella Parisiacae Urbis[11]
  - Teoderada, che aveva sposato Oddone, conte di Parigi come risulta dal documento n° XIV degli Odonis Regi Diplomata[15]., che fu eletto re, nell'888, come risulta da un documento del 991 e che dopo essere rimasta vedova nell'898, sposò Ottone conte della Lotaringia.

### Fonti primarie
- (LA) Rerum Gallicarum et Francicarum Scriptores, Tomus VII..
- (LA) Rerum Gallicarum et Francicarum Scriptores, Tomus VIII..
- (LA) Annales Bertiniani..
- (LA) Monumenta Germaniae Historica, tomus XV, Pars II. URL consultato il 1º marzo 2020 (archiviato dall'url originale il 13 marzo 2016)..
- (LA) Rerum Gallicarum et Francicarum Scriptores, Tomus IX..
- (LA) Monumenta Germaniae Historica, tomus I. URL consultato il 1º marzo 2020 (archiviato dall'url originale l'11 marzo 2016)..
- (LA) Monumenta Germaniae Historica, Poetarum Latinorum Medii Aevi, tomus I. URL consultato il 1º marzo 2020 (archiviato dall'url originale il 12 maggio 2013)..

### Letteratura storiografica
- René Poupardin, I regni carolingi (840-918), in «Storia del mondo medievale», vol. II, 1999, pp. 583–635